# Далматинска улица (Београд)
| ДАЛМАТИНСКА · улица | ДАЛМАТИНСКА · улица |
| ------------------- | ------------------- |
|                     |                     |
| Општина             | Палилула            |
| Почетак             | Џорџа Вашингтона    |
| Крај                | Таковска            |
| Дужина              | 1200 m              |
| Ширина              | 10 m                |
| Створена            | 1872.               |
| Названа             | 1897.               |
| Стари називи        | Лесковачка улица    |
|                     |                     |
|                     |                     |
| Далматинска улица   |                     |

Далматинска улица се налази се на Општини Палилула, близу Ботаничке баште у Београду. Протеже се од Улице Џорџа Вашингтона 4, пресеца Таковску и Рузвелтову улицу, поред Улице Димитрија Туцовића, до Улице Лазе Докића. Улица је дугачка 1200 m.

## Име улице
Далматинска улица носи овај назив од 1897. године. У периоду од 1872. до 1896. године звала се Лесковачка улица. Име је добила по Далмацији, покрајини у средњем и јужном делу Јадранског приморја. Прве везе Далмације и Србије, као и повремени ратни сукоби и удадбено-женидбени односи српских владалачких и далматинских властеоских породица, потичу из средњег века. После пропасти српске државе те везе постају више књижевне и културне.
Део Далматинске улице, од Таковске до Џорџа Вашингтона, назван је 2021. године по Владети Јеротићу.

## Са стране Ботаничке баштеЈевремовац
Пред крај 19. века се расправљало о регулисању и калдрмисању Далматинске улице дуж бочне стране Јевремовца. Са стране Баште је била стара кућа где су становали послужитељи (а данас је то наставна јединица Биолошког факултета) и уколико се не би нивелисала Далматинска улица кућа би остала у удубини, непогодна за становање и без светлости.

## Суседне улице
- Таковска
- Рузвелтова
- Ђушина
- Џорџа Вашингтона
- Старине Новака
- Цвијићева

## Значајне институције у близини
- Ботаничка башта Јевремовац
- Рударско-геолошки факултет